# Liste von Kunstwerken im öffentlichen Raum in Zug
Dies ist eine Liste von Kunstwerken im öffentlichen Raum in Zug. Sie beinhaltet öffentlich zugängliche Objekte in der Stadt Zug (Kanton Zug, Schweiz).

| Foto                           |                 | Objekt                                           |                                       | Typ              |  |         | Teil von          | Standort                       | Künstler                | Datierung | Beschreibung                                                                |
| ------------------------------ | --------------- | ------------------------------------------------ | ------------------------------------- | ---------------- |  | ------- | ----------------- | ------------------------------ | ----------------------- | --------- | --------------------------------------------------------------------------- |
| Knife Edge                     | Datei hochladen | Knife Edge                                       |                                       |                  |  |         | Seebad Seeliken   | Artherstrasse 2 ·              | Henry Moore             | 1976      |                                                                             |
| Luftmensch                     | Datei hochladen | Luftmensch                                       |                                       |                  |  |         |                   | Baarerstrasse 53/55 ·          | Kurt Laurenz Metzler    | 1995      |                                                                             |
| Greth Schell Brunnen           | Datei hochladen | Greth Schell Brunnen                             |                                       | Brunnen          |  | Brunnen |                   | Unter Altstadt, Zurlaubenhof · |                         |           |                                                                             |
| Giraffalla                     | Datei hochladen | Giraffalla                                       |                                       |                  |  |         |                   | Baarerstrasse 37 ·             | Claire Ochsner          | 1999      |                                                                             |
| Hechtbrunnen                   | Datei hochladen | Hechtbrunnen                                     |                                       | Brunnen          |  | Brunnen |                   | Fischmarkt 2 und 4             | Andreas Kögler          |           |                                                                             |
| St.-Oswaldsbrunnen             | Datei hochladen | St.-Oswaldsbrunnen                               | Wikidata zu St. Oswaldsbrunnen (1646) | Brunnen          |  | Brunnen |                   | St.-Oswalds-Gasse, 6300 Zug ·  |                         |           |                                                                             |
| Kolinbrunnen                   | Datei hochladen | Kolinbrunnen • Ochsenbrunnen                     | Wikidata zu Kolinbrunnen              | Brunnen          |  | Brunnen |                   | Kolinplatz, 6300 Zug ·         |                         | 1541      |                                                                             |
| Schwarzmurerbrunnen            | Datei hochladen | Schwarzmurerbrunnen                              |                                       | Brunnen          |  | Brunnen |                   | ·                              |                         |           |                                                                             |
|                                | Datei hochladen | Vorlage:WLPA-CH-Zeile name= ist Pflichtparameter |                                       |                  |  |         |                   | Koordinaten fehlen! Hilf mit.  | Romano Galizia          | 1964      |                                                                             |
| Grosses Weib                   | Datei hochladen | Grosses Weib                                     |                                       |                  |  |         |                   | ·                              | Rudolf Blättler         | 1988      |                                                                             |
| Grosser Rugel                  | Datei hochladen | Grosser Rugel                                    |                                       |                  |  |         |                   | Koordinaten fehlen! Hilf mit.  | Josef Staub             | 1972      |                                                                             |
| Signpost for Ideas             | Datei hochladen | Signpost for Ideas                               |                                       |                  |  |         |                   | Koordinaten fehlen! Hilf mit.  | Matt Mullican           | 1996      |                                                                             |
| Trompe-l’œil                   | Datei hochladen | Trompe-l’œil                                     |                                       | Wandbild         |  |         | Katastrophenbucht | ·                              | Maria Bettina Cogliatti | 1998      | Grösse: 112 m                                                               |
|                                | Datei hochladen | L’ombra sul passato                              |                                       |                  |  |         | Rigiplatz         | Koordinaten fehlen! Hilf mit.  | Flavio Paolucci         |           |                                                                             |
|                                | Datei hochladen | Hören Ost Süd West Nord                          |                                       |                  |  |         | Rigiplatz         | Koordinaten fehlen! Hilf mit.  | Anton Egloff            |           |                                                                             |
|                                | Datei hochladen | In Gedanken versunken                            |                                       |                  |  |         | Rigiplatz         | Koordinaten fehlen! Hilf mit.  | Andrea Wolfensberger    |           |                                                                             |
| Mémoire d’une strate 1887–1996 | Datei hochladen | Mémoire d’une strate 1887–1996                   |                                       | Denkmal Schiefer |  | Denkmal | Rigiplatz         | Koordinaten fehlen! Hilf mit.  | Carmen Perrin           |           | Grösse: 6,25 m²                                                             |
| Gedenkstein                    | Datei hochladen | Gedenkstein                                      |                                       | Denkmal          |  | Denkmal |                   | Koordinaten fehlen! Hilf mit.  |                         | 1887      | Denkmal für die Vorstadtkatastrophe (1887), mit Gedicht von Isabelle Kaiser |